# Unsinni Kirra

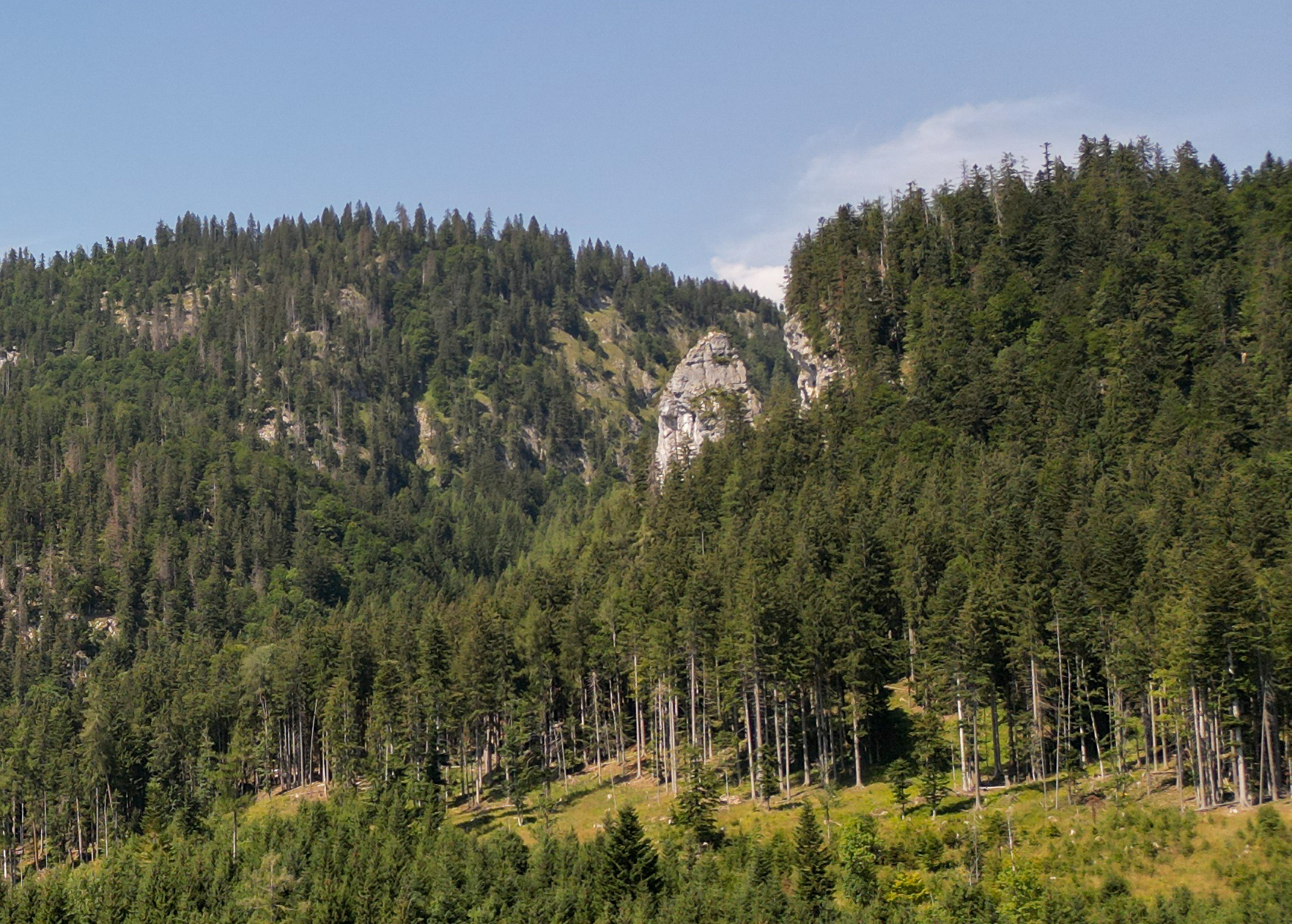
Unsinni Kirra

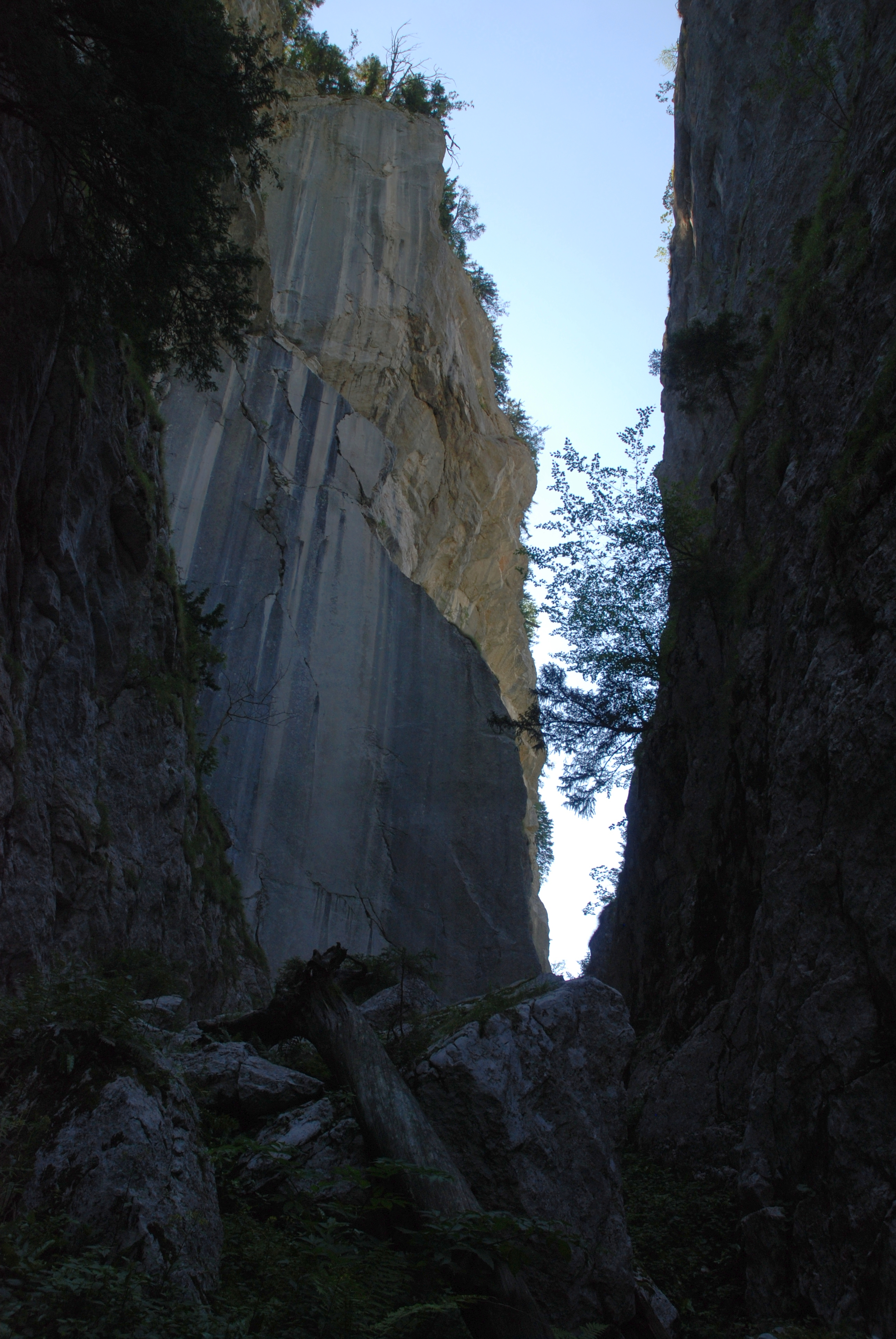
Felsspalt zwischen Kritkogel (links) und Unsinni Kirra (rechts)

Der Unsinni Kirra ist ein etwa 60 Meter hoher freistehender Felsturm im Graben des Michlhallbachs in der Gemeinde Altaussee. Er befindet sich etwa 50 Meter östlich des Weges vom Waldgraben zur Vordersandlingalm im Toten Gebirge.

## Geologie
Der Monolith aus Hallstätter Kalk hat sich von der senkrechten Felswand des Kritkogel-Westabfalls abgetrennt. Im Frühjahr 1546 ereignete sich ein katastrophaler Felssturz, der das Ende des Salzabbaus im Michlhallbach bedeutete. Gleichzeitig mit dem Felssturz löste sich der Felsturm vom Kritkogel und wandert seither auf einer weichen mergeligen Unterlage langsam talwärts.

## Namenskunde
Der Name „Unsinni Kirra“ leitet sich von „unsinnig kirren“ („schreien“) her. Bei dem Felssturz, der den blühenden Salzbergbau zerstört hat, wurden zahlreiche Bergleute durch die Felsmassen lebend begraben. Das Wehklagen ihrer Frauen und Kinder, welche zur Unglücksstätte geeilt waren, ohne jedoch Hilfe schaffen zu können, hat zu dieser Namensgebung geführt. Andere Quellen berichten, dass die eingeschlossenen Männer noch bis zu ihrem Tod schrien.
Die falsche Schreibweise Unsinni Kira, führte zur Fehldeutung als „Unsinnige Kirche“.